# Aliste
Aliste és una comarca situada a l'oest de la província de Zamora a la vall del riu Aliste.

## Municipis
- Alcañices
- Ferreras de Abajo
- Figueruela de Arriba
- Fonfría
- Gallegos del Río
- Mahide
- Olmillos de Castro
- Rabanales
- Rábano de Aliste
- Riofrío de Aliste
- Samir de los Caños
- San Vicente de la Cabeza
- San Vitero
- Trabazos
- Viñas de Aliste